# Cypripedium franchetii
Cypripedium franchetii är en orkidéart som beskrevs av Robert Allen Rolfe. Cypripedium franchetii ingår i släktet guckuskor, och familjen orkidéer. IUCN kategoriserar arten globalt som starkt hotad. Inga underarter finns listade i Catalogue of Life.

## Bildgalleri

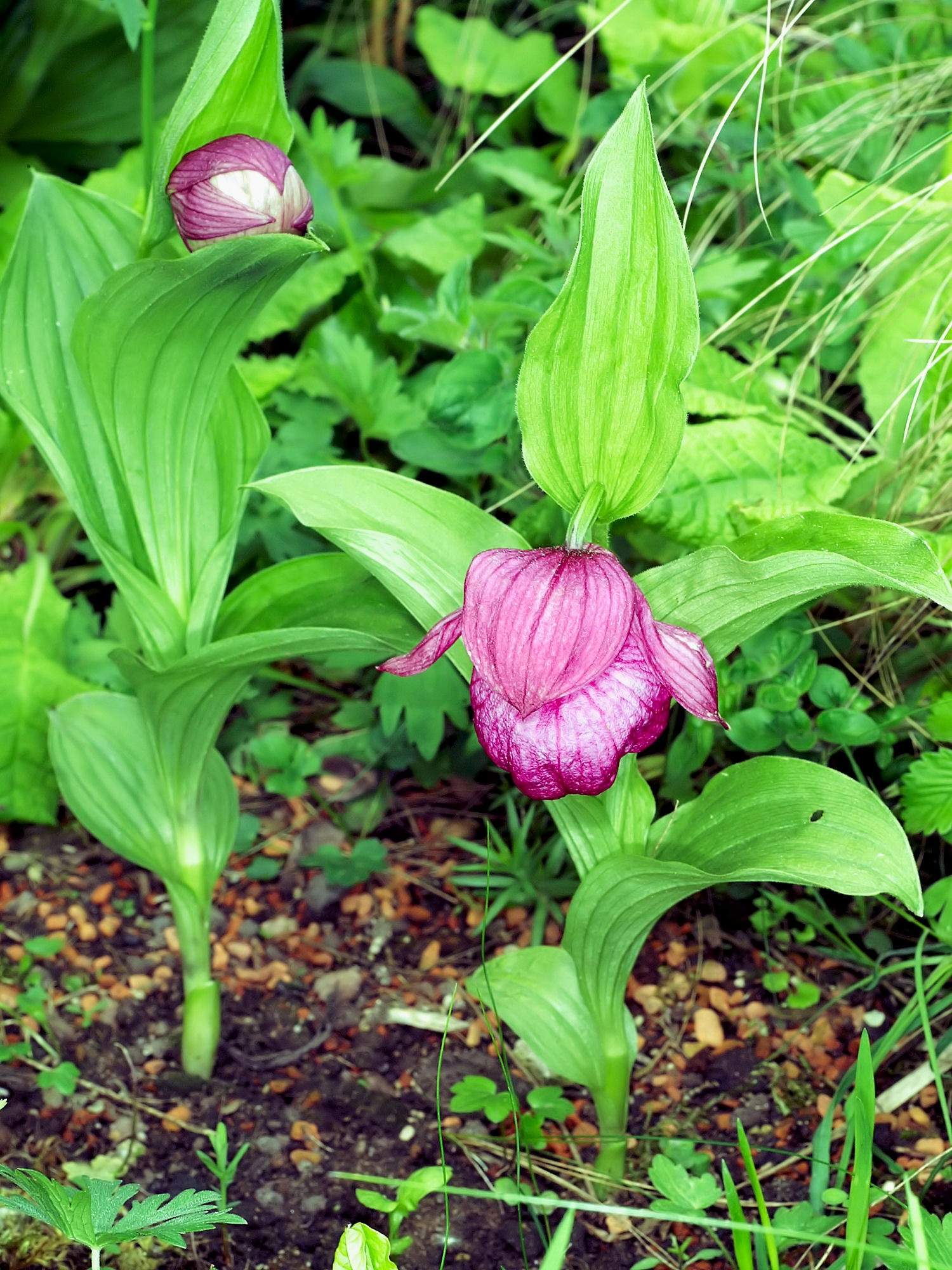
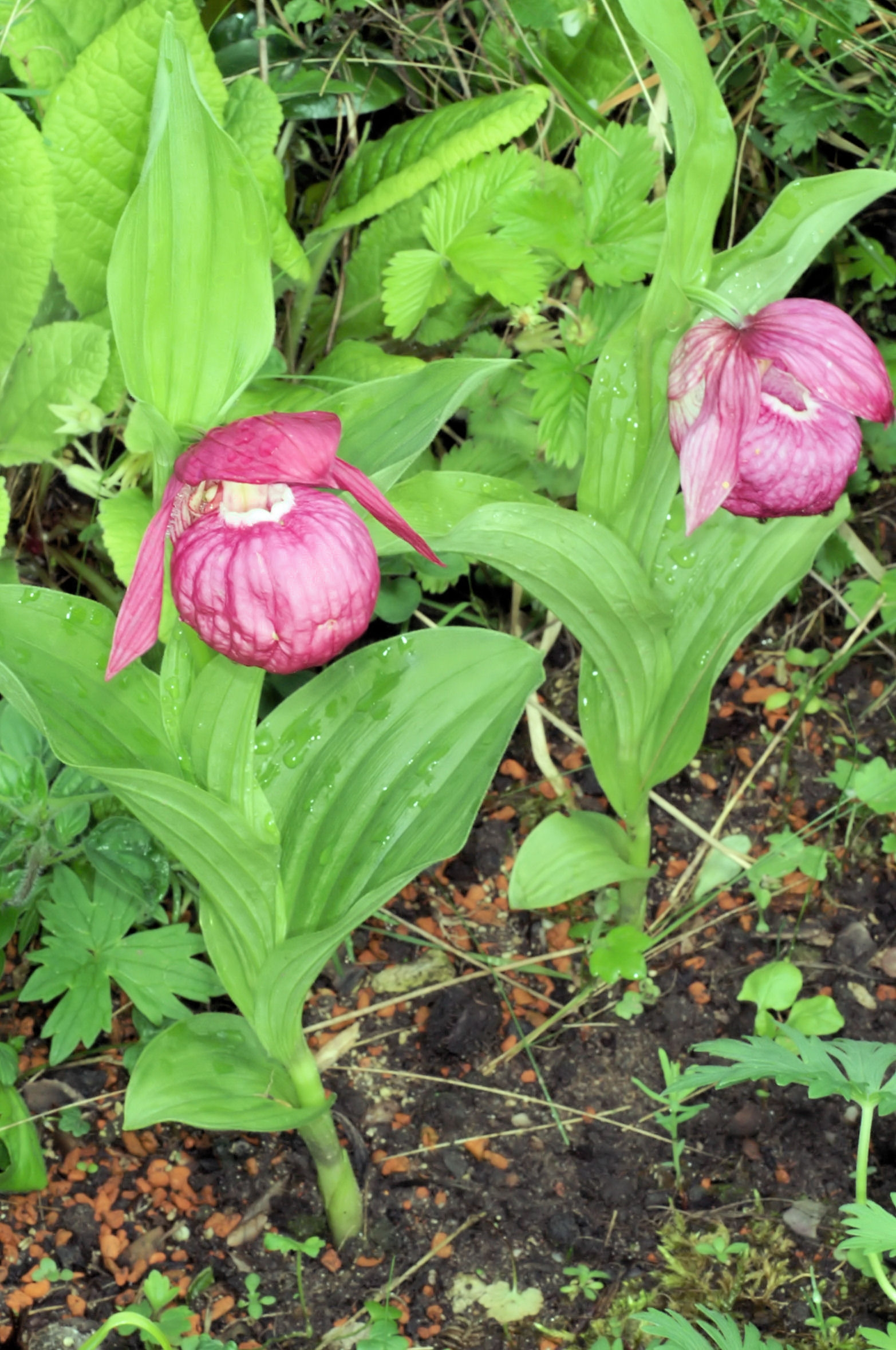
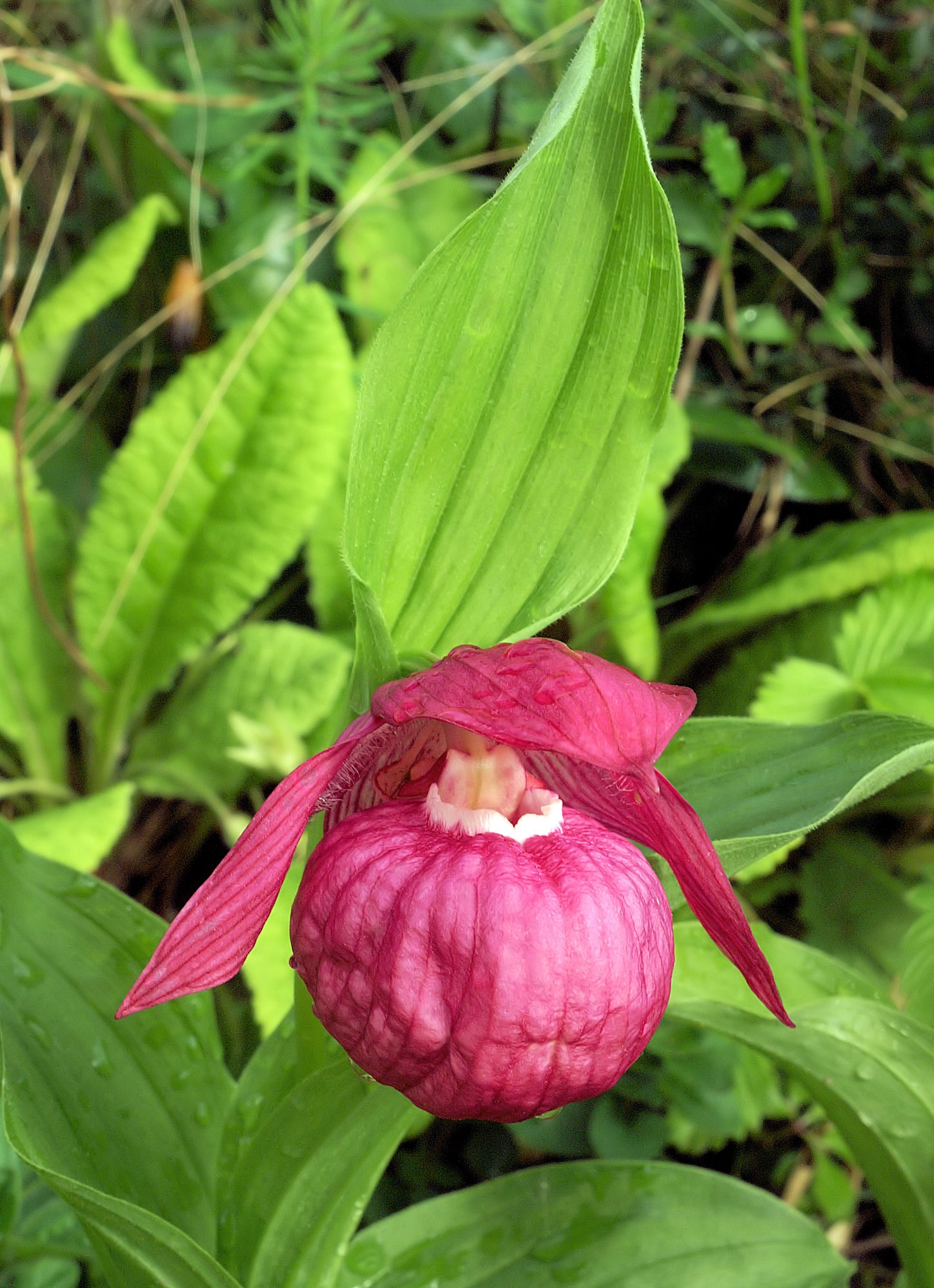
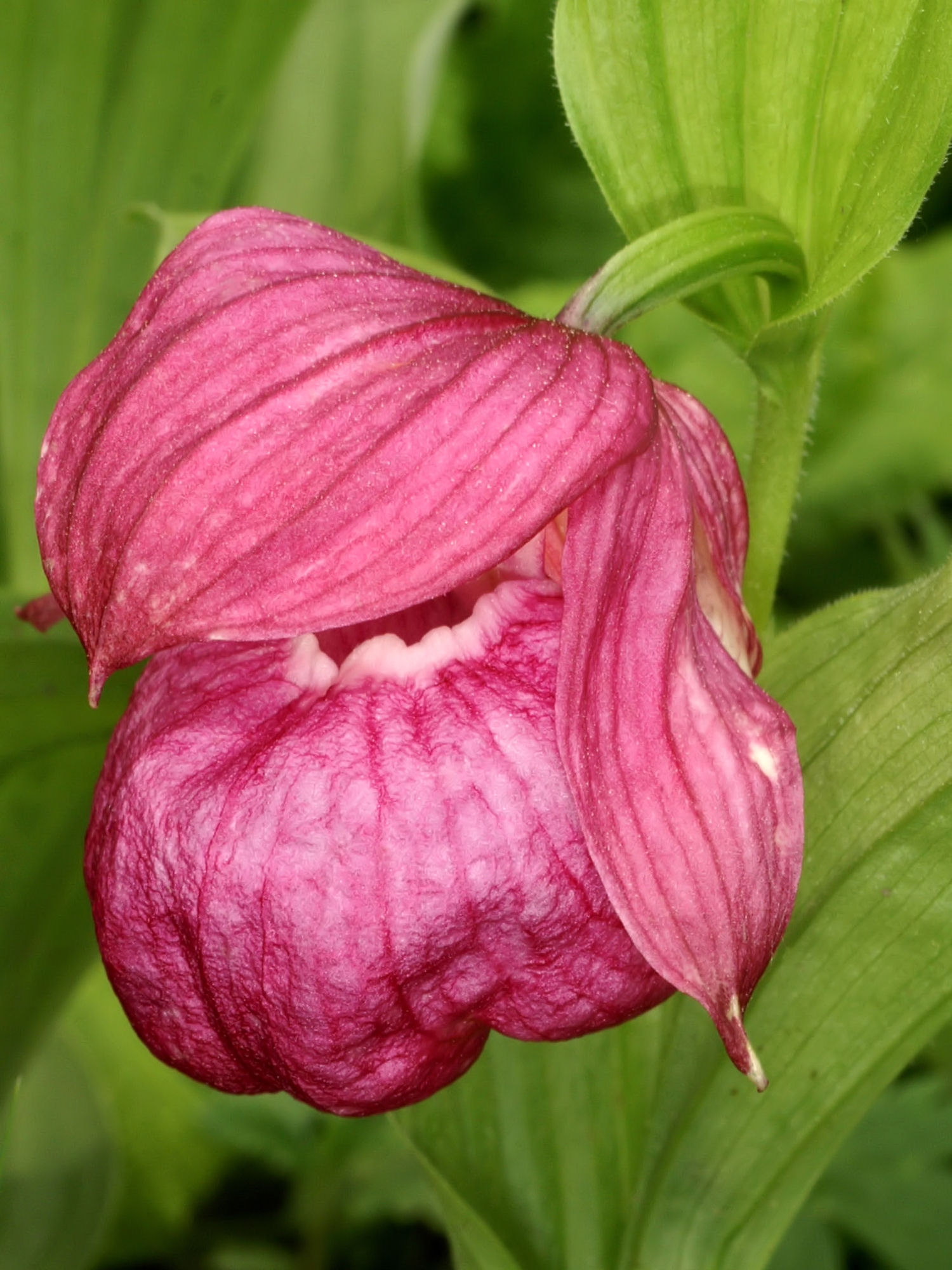